# Hansa Theater Hörde

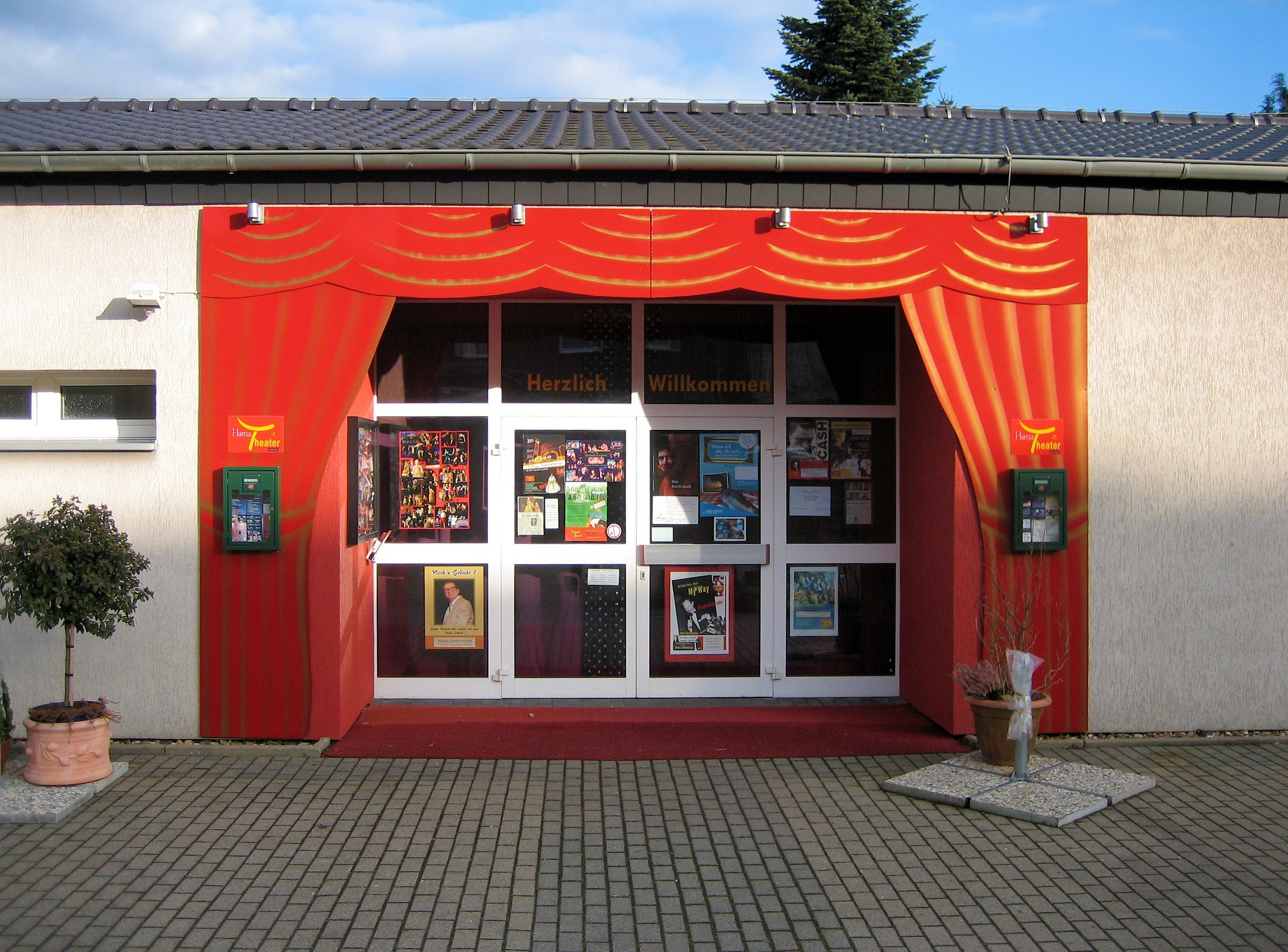
Das Hansa Theater in Hörde (2009)

Das Hansa Theater Hörde ist ein Theater im Dortmunder Stadtteil Hörde.
Der Begriff Hansa Theater bezeichnet in erster Linie ein Boulevard-Theater-Ensemble unter der Leitung des Sängers Rudi Strothmüller und des Regisseurs Jost Krüger (1944 bis 2023) sowie die zum Spielbetrieb erforderlichen Räumlichkeiten.

## Geschichte
Das erste Theater des Ensembles war das Theater Hansastraße, auch Hansatheater genannt. Dieses war ein ehemaliges Ufa-Kino in der Hansastraße in der Dortmunder Innenstadt, das Mitte der 1990er Jahre vom Bühnenbildner Michael Wienand zum Theater umgebaut wurde. Es verfügte über eine rote Kinobestuhlung von etwa 400 Plätzen. Beheimatet war dort das Ensemble unter der Leitung von Rudi Strothmüller und Jost Krüger. Es wurden in erster Linie Musik-Revuen geboten (unter anderem MyWay, Die blauen Augen etc.). Es fanden jedoch auch Gastspiele anderer Künstler dort statt. Das Theater wurde jedoch geschlossen, umgebaut und als domicil-Jazzclub wiedereröffnet.
Das Ensemble blieb bestehen und die Auftritte in den folgenden Jahren gestalteten sich ausschließlich als Gastspiele. Ab 2005 wurden jedoch die Planungen zur Eröffnung eines neuen Heimat-Theaters für das Hansa-Theater Ensemble in Hörde an der Eckardtstraße aufgenommen, des „Hansa Theater Hörde“. Hierbei werden die Räumlichkeiten des ehemaligen Werk- und Begegnungszentrums zum Theater umgebaut. Die Eröffnung war für Ende 2006 geplant, musste jedoch verschoben werden, und fand nun am 10. März 2007 statt. Auch in der neuen Spielstätte wechseln sich eigene Inszenierungen, weiterhin mit dem Schwerpunkt auf musikalische Revuen, und Gastspiele ab (Johnny Cash Revue, Janis Joplin Show, Udo Jürgens Merci, Joe Cocker Story, Musical Shows Grenzenlos etc.) . Zu Gast waren u. a. Anne Simmering, Kammersänger Andreas Becker, Jochen Kilian, Michael Frowin, Katja Ebstein sowie andere Musik- und Kabarett-Künstler.